# Jiří Mach
Jiří Mach (* 7. července 1983 Valtice) je český divadelní herec.
V roce 2007 vystudoval muzikálové herectví na Divadelní fakultě Janáčkovy akademie múzických umění v Brně. Od roku 2007 je členem zpěvoherního souboru Městského divadla Brno. Hostuje v Hudebním divadle Karlín a v Národním divadle moravskoslezském.
Za roli Fredericka Baretta v muzikálu Titanic byl v širší nominaci na cenu Thálie za sezonu 2015/2016.

## Role v Městském divadle Brno
- Ředitelka Trunchbullová – Matilda
- Fernand de Champlatreux – Mam´zelle Nitouche
- Rejpal – Sněhurka a sedm trpaslíků
- Jan/Šimon – Jesus Christ Superstar
- Muž v Eastwicku – Čarodějky z Eastwicku
- Krocan – Ptákoviny podle Aristofana
- Oidipus – Oidipus král
- Enjolras, Lesgles – Les Misérables (Bídníci)
- Hieronymus Colloredo – Mozart!
- Kristián – Cyrano z Bergeracu
- Spider – Jekyll a Hyde
- Don Rodrigo – Cid
- Bedřich Škoda – My Fair Lady (ze Zelňáku)
- Horatio – Tři v tom
- Eddie – Pokrevní bratři
- Šimbal-klimbal – Cats
- Netopýrus – Let snů LILI
- Bassanio – Benátský kupec
- Igor – Mladý Frankenstein
- Petr, král Cyperský – Noc na Karlštejně
- Johnny – Johnny Blue
- Billy Bones - Ostrov pokladů
- Muž - Pískání po větru
- Barett / Murdoch – Titanic
- Wessex – Zamilovaný Shakespeare
- Ringo Star – Bítls
- Fred Graham – Kiss me Kate
- Porterhouse – 1+1=3
- Tybalt – Romeo a Julie
- Valér – Lakomec
- Kudla – Devět křížů
- Robert, herec – Hra, která se zvrtla